# Soroca (arrondissement)
Soroca is een arrondissement van Moldavië. De zetel van het arrondissement is Soroca. Het arrondissement heeft een bevolking van 100.100 (01-01-2012).
De 35 gemeenten, incl. deelgemeenten (localitățile), van Soroca:
- Bădiceni, incl. Grigorăuca
- Băxani
- Bulboci, incl. Bulbocii Noi
- Căinarii Vechi, incl. Floriceni
- Cosăuți, incl. Iorjnița
- Cremenciug, incl. Livezi, Sobari en Valea
- Dărcăuți, incl. Dărcăuții Noi en Mălcăuți
- Dubna
- Egoreni
- Holoșnița, incl. Cureșnița
- Hristici
- Iarova, incl. Balinți en Balinții Noi
- Nimereuca, incl. Cerlina
- Oclanda
- Ocolina, incl. Țepilova
- Parcani, incl. Voloave
- Pîrlița, incl. Vanțina en Vanțina Mică
- Racovăț
- Redi-Cereșnovăț
- Regina Maria, incl. Lugovoe
- Rublenița, incl. Rublenița Nouă
- Rudi, met een meetpunt van de Geodetische boog van Struve
- Schineni, incl. Schinenii Noi
- Șeptelici
- Șolcani, incl. Cureșnița Nouă
- Soroca, met de titel orașul (stad)
- Stoicani, incl. Soloneț
- Tătărăuca Veche, incl. Decebal, Niorcani, Slobozia Nouă, Tătărăuca Nouă en Tolocănești
- Trifăuți
- Vădeni, incl. Dumbrăveni
- Vărăncău, incl. Slobozia-Cremene en Slobozia-Vărăncău
- Vasilcău, incl. Inundeni en Ruslanovca
- Visoca
- Volovița, incl. Alexandru cel Bun
- Zastînca.